# Yamaha SZR 660
Yamaha SZR 660 je sportovně cestovní model motocyklu, vyvinutý firmou Yamaha, vyráběný v letech 1996–2001 v italské Belgardě.
Yamaha SZR 660 má kapalinou chlazený pětiventilový jednoválcový motor používaný u endura Yamaha XT 660 Z Tenere, který má tři sací a dva výfukové ventily. Plnění obstarávají dva karburátory. Lehký, dobře ovladatelný motocykl vhodný pro začátečníky a díky nízkému sedlu i pro ženy a muže menšího vzrůstu.

## Technické parametry
- Rám: hliníkový Deltabox
- Suchá hmotnost: 159 kg
- Pohotovostní hmotnost:
- Maximální rychlost: 180 km/h
- Spotřeba paliva: 5,5 l/100 km